# Chemainus River
Chemainus River är ett vattendrag i Kanada.   Det ligger i provinsen British Columbia, i den sydvästra delen av landet, 3 600 km väster om huvudstaden Ottawa.
I omgivningarna runt Chemainus River växer i huvudsak blandskog. Runt Chemainus River är det ganska tätbefolkat, med 129 invånare per kvadratkilometer.